# Clerodendrum macrostegium
Clerodendrum macrostegium là một loài thực vật có hoa trong họ Hoa môi. Loài này được Schauer mô tả khoa học đầu tiên năm 1847.

## Hình ảnh

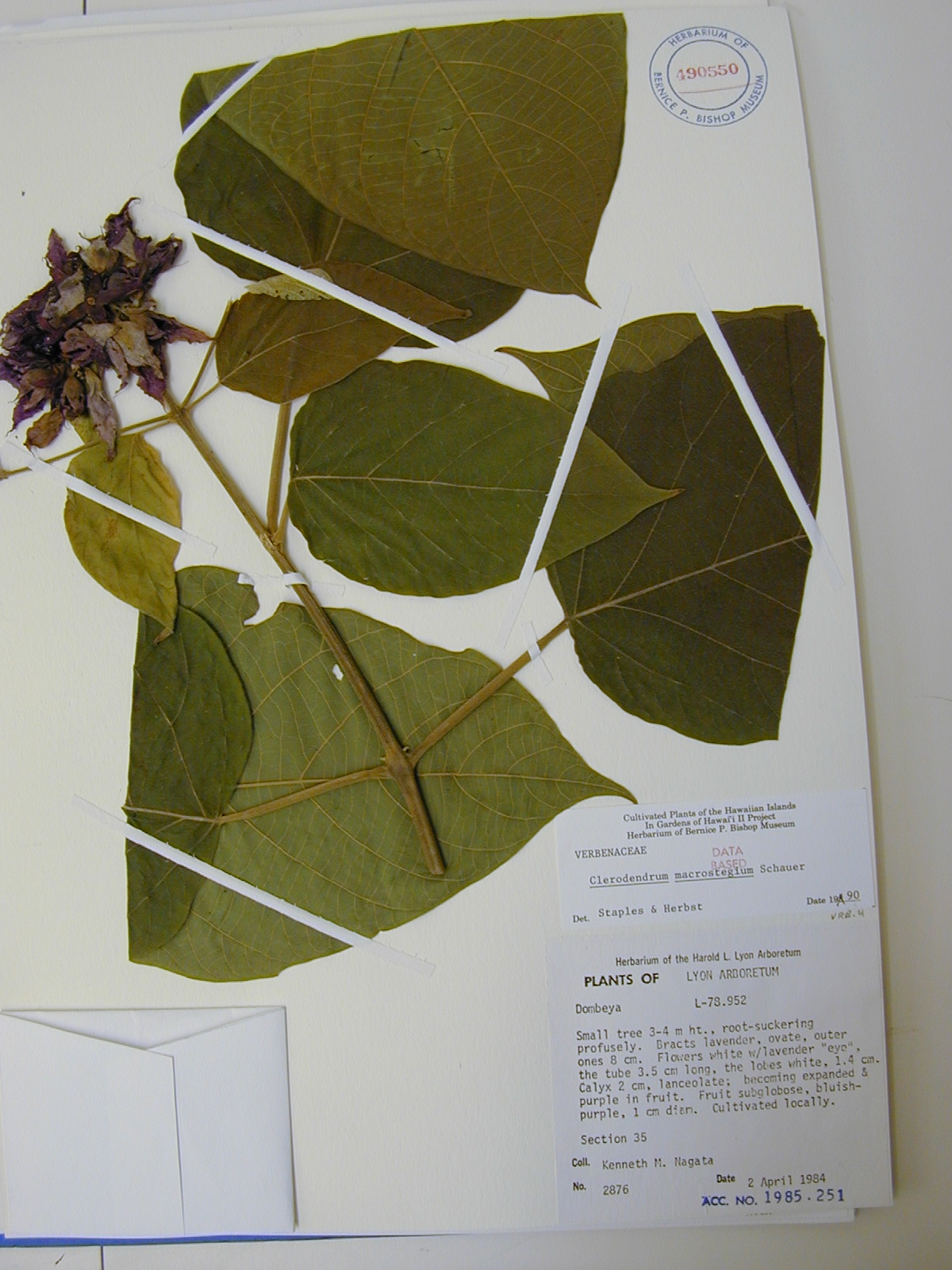
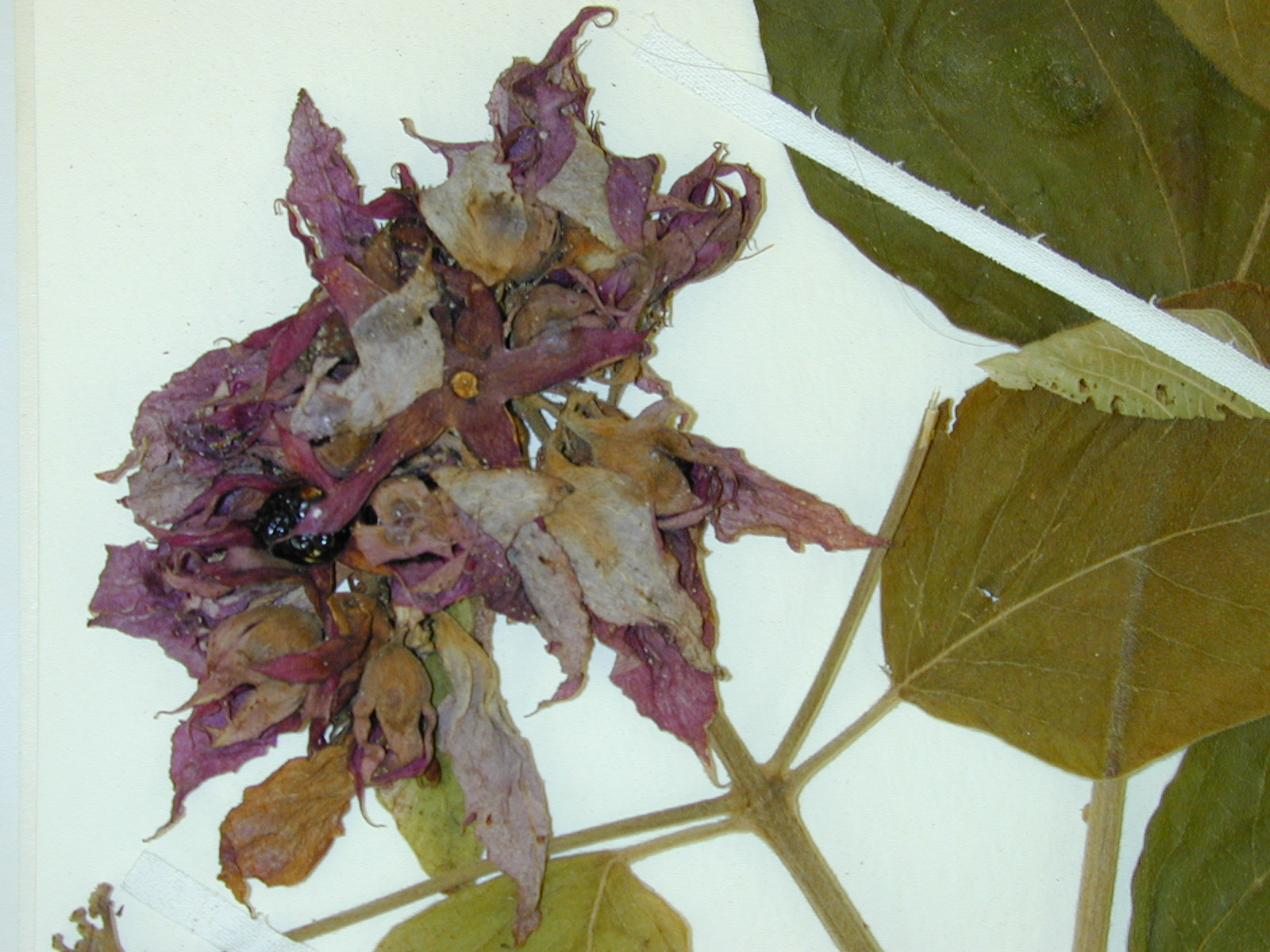
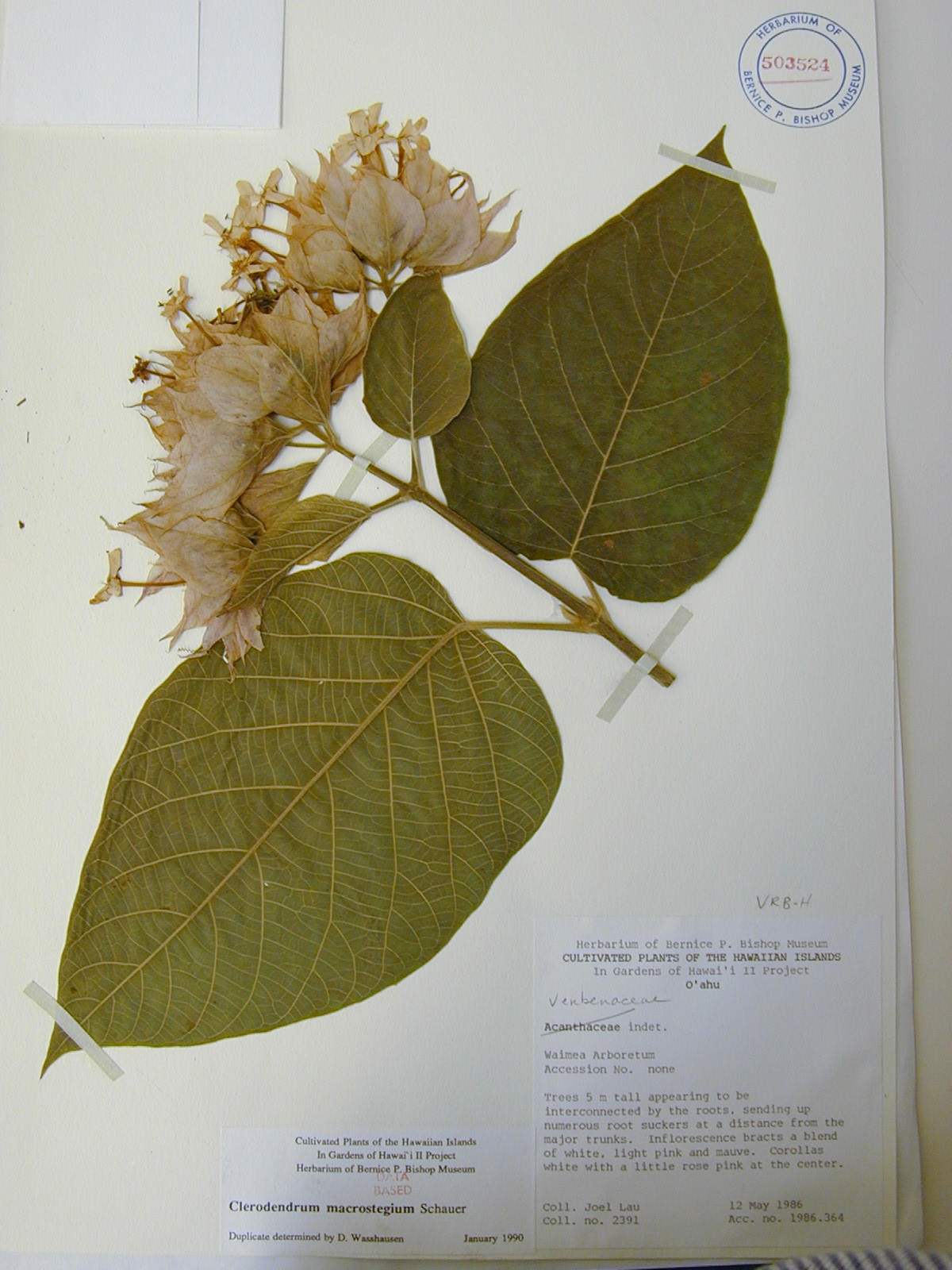
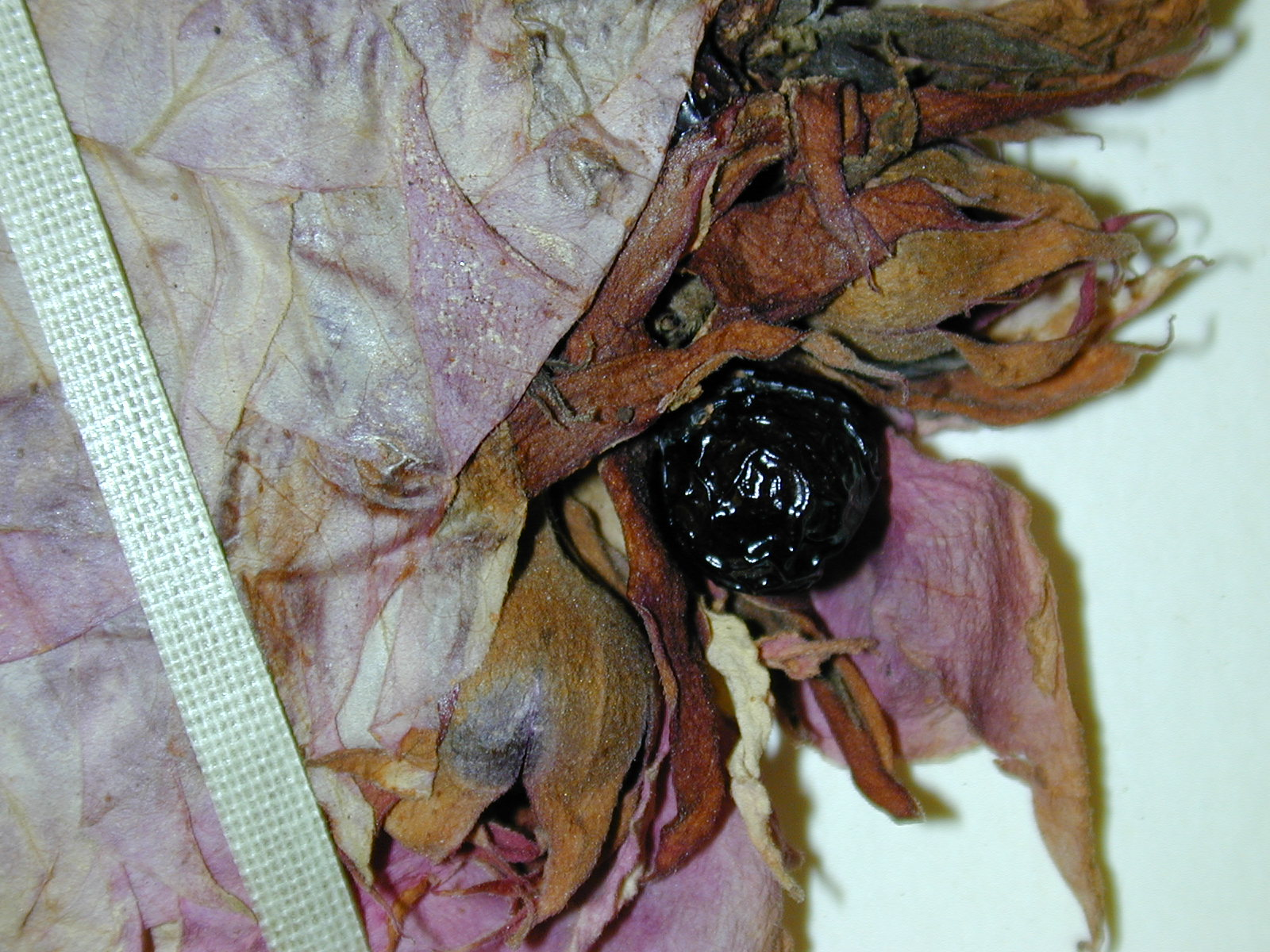